# Episodi di The Millionaire (terza stagione)
La terza stagione della serie televisiva The Millionaire è andata in onda negli Stati Uniti dal 12 settembre 1956 al 12 giugno 1957 sulla CBS.
| nº | Titolo originale                   | Prima TV USA      |
| -- | ---------------------------------- | ----------------- |
| 1  | The Kathy Munson Story             | 12 settembre 1956 |
| 2  | The Jane Carr Story                | 19 settembre 1956 |
| 3  | The Anna Hartley Story             | 26 settembre 1956 |
| 4  | The Charles Hartford Simpson Story | 3 ottobre 1956    |
| 5  | The Fred Graham Story              | 10 ottobre 1956   |
| 6  | The Virginia Lennart Story         | 17 ottobre 1956   |
| 7  | Episodio 3x7                       | ?                 |
| 8  | The Joey Diamond Story             | 31 ottobre 1956   |
| 9  | The David Tremayne Story           | 7 novembre 1956   |
| 10 | The Waldo Francis Turner Story     | 14 novembre 1956  |
| 11 | The Jay Powers Story               | 21 novembre 1956  |
| 12 | The Harvey Borden Story            | 28 novembre 1956  |
| 13 | The Valerie Hunt Story             | 5 dicembre 1956   |
| 14 | The Salvatore Buonarotti Story     | 12 dicembre 1956  |
| 15 | The Mildred Kester Story           | 19 dicembre 1956  |
| 16 | The Betty Perkins Story            | 26 dicembre 1956  |
| 17 | The Nick Cannon Story              | 2 gennaio 1957    |
| 18 | The Nancy Wellington Story         | 9 gennaio 1957    |
| 19 | The Russell Herbert Story          | 16 gennaio 1957   |
| 20 | The Anton Bohrman Story            | 23 gennaio 1957   |
| 21 | The Charles Wyatt Story            | 30 gennaio 1957   |
| 22 | The Jim Driskill Story             | 6 febbraio 1957   |
| 23 | The Professor Amberson Adams Story | 13 febbraio 1957  |
| 24 | The Judge William Westholme Story  | 20 febbraio 1957  |
| 25 | The Jerry Bell Story               | 27 febbraio 1957  |
| 26 | The Jerry Patterson Story          | 6 marzo 1957      |
| 27 | The Jimmy Reilly Story             | 13 marzo 1957     |
| 28 | The Rose Russell Story             | 27 marzo 1957     |
| 29 | The Dr. Alan March Story           | 3 aprile 1957     |
| 30 | The Crystal Sands Story            | 10 aprile 1957    |
| 31 | The Maggie Sheeler Story           | 17 aprile 1957    |
| 32 | The Carol Wesley Story             | 24 aprile 1957    |
| 33 | The Hub Grimes Story               | 1º maggio 1957    |
| 34 | The Chris Daniels Story            | 8 maggio 1957     |
| 35 | The Josef Marton Story             | 15 maggio 1957    |
| 36 | The Ted McAllister Story           | 22 maggio 1957    |
| 37 | The Dan Larsen Story               | 29 maggio 1957    |
| 38 | The Diane Loring Story             | 5 giugno 1957     |
| 39 | The Bob Fielding Story             | 12 giugno 1957    |

## The Kathy Munson Story
- Prima televisiva: 12 settembre 1956

### Trama
- Interpreti: Barbara Hale (Kathy Munson / Marian Munson), Helene Heigh (infermiera), William Roerick (Frank Reade), Bill Williams (Donald Abbott), Tido Fedderson (donna che fissa le tende)

## The Jane Carr Story
- Prima televisiva: 19 settembre 1956

### Trama
- Interpreti: Tol Avery (Vance), James Craig (Tom Garrity), Angie Dickinson (Jane Carr / Janice Corwin), Bill Kennedy (camionista), Tom McKee (tenente Jim Swotey), Ewing Mitchell (Mr. Elliott), Tido Fedderson (infermiera)

## The Anna Hartley Story
- Prima televisiva: 26 settembre 1956

### Trama
- Interpreti: Constance Ford (Anna Hartley), Peter Graves (Paul Hartley), Maria Palmer (Mildred)

## The Charles Hartford Simpson Story
- Prima televisiva: 3 ottobre 1956

### Trama
- Interpreti: James Gleason (Charles Hartford Simpson), Taylor Holmes (Shelby Lincoln), Burt Mustin (Josh), John Qualen (Harry Stonewall Jackson)

## The Fred Graham Story
- Prima televisiva: 10 ottobre 1956

### Trama
- Interpreti: Cynthia Baxter (Eve Clarke), Marshall Bradford (Horace Dillon), Claire Carleton (Flo), Jack Kelly (Fred Graham), Barney Phillips (Gans), Lyle Talbot (Joe Price), Carol Veazie (Alma Price), Tido Fedderson (passante)

## The Virginia Lennart Story
- Prima televisiva: 17 ottobre 1956

### Trama
- Interpreti: Mimì Aguglia (Contessa Lamada), Mabel Albertson (Emmy Haines), Jacques Bergerac (Count Paul Lamada), Franco Corsaro (Diminelli), Vicente Padula (Firrenza), Betty White (Virginia Lennart), Tido Fedderson (avventore alla galleria d'arte), Mario Siletti (Guido)

## Episodio 3x7
- Prima televisiva: ?

### Trama
- Interpreti:

## The Joey Diamond Story
- Prima televisiva: 31 ottobre 1956

### Trama
- Interpreti: Vic Morrow (Joey Diamond), Judith Braun (Pegs Diamond), Aaron Spelling (Max), Tom Laughlin (Vic Carter), Russ Conway (tenente Wolman), Douglas Fowley (Tom Diamond), John Vick (dottor Cliff Diamond), Alan Reynolds (Johnson), Tido Fedderson (infermiera)

## The David Tremayne Story
- Prima televisiva: 7 novembre 1956

### Trama
- Interpreti: Douglas Odney (David Tremayne), Ann Robinson (Josie Howard), Lurene Tuttle (Maggie Tremayne), Douglas Spencer (Joe Brock), Paul Bryar (Councilman Charlie Ray), Danny Richards Jr. (Ronnie), Sally Corner (Mrs. MacGregor), Tido Fedderson (Campaign Supporter)

## The Waldo Francis Turner Story
- Prima televisiva: 14 novembre 1956

### Trama
- Interpreti: Reginald Gardiner (Waldo Francis Turner), Kathleen Nolan (Connie Wainwright), John Goddard (Dorman Turner), Raymond Greenleaf (Arnold Wainwright), Sheila Bromley (Letita Wainwright), Nora Marlowe (Mrs. Gallager), Henry Hunter (A.B. Slocombe), Tido Fedderson (segretario/a di Slocombe)

## The Jay Powers Story
- Prima televisiva: 21 novembre 1956

### Trama
- Interpreti: Robert Vaughn (Jay Powers), Merry Anders (Helen Forrester), Raymond Bailey (Henry Forrester), Harry Antrim (Mr. Leonard), Robert Bice (Foreman), James Hong (Lee), George Lynn (Miller), Edna Holland (Mrs. Walsh), Tido Fedderson (Miss Jones)

## The Harvey Borden Story
- Prima televisiva: 28 novembre 1956

### Trama
- Interpreti: Patrick O'Neal (Harvey Borden), Peggy Knudsen (Irene Borden), Christopher Olsen (Wilbur), Ann Morrison (Mrs. Hannegan), Herbert Butterfield (giudice Knox), Ray Galli (Frankie), Russ Bender (Burns), Tido Fedderson (Boys Camp Counselor)

## The Valerie Hunt Story
- Prima televisiva: 5 dicembre 1956

### Trama
- Interpreti: Anne Kimbell (Valerie Reagan Hunt), Peggy Knudsen (Myrna), Richard Shannon (Tracy Reagan), Marshall Thompson (Thomas Hunt), Harry Tyler (Cal Purdy), Tido Fedderson (donna che lascia l'ufficio dell'editore)

## The Salvatore Buonarotti Story
- Prima televisiva: 12 dicembre 1956

### Trama
- Interpreti: Scotty Beckett (Frank Collins), Dan Bliss (padre Brian), Gloria Castillo (Theresa Buonarotti), Paul Grant (Raphael Buonarotti), Nestor Paiva (Pataberes), Frank Puglia (Salvatore Michelangelo Buonarotti), Penny Santon (Constanzia Buonarotti), Tido Fedderson (avventore alla galleria d'arte)

## The Mildred Kester Story
- Prima televisiva: 19 dicembre 1956

### Trama
- Interpreti: William Haade ( sergente della polizia), K.T. Stevens (Edna Denson), Harlan Warde (Fred Lang), Fredd Wayne (Harry Denson), Peggy Webber (Mildred Kester), Tido Fedderson (passante)

## The Betty Perkins Story
- Prima televisiva: 26 dicembre 1956

### Trama
- Interpreti: Inger Stevens (Betty Perkins), Phillip Reed (John Baxter), Amzie Strickland (Donna McGiveny), Preston Hanson (Bob McGiveny), Myrna Dell (Helen), Richard Collier (Henry), Peggy Stewart (Mary), Gavin Gordon (Rigney), Linda Stirling (Martha), Bill Baldwin (Salesman), Bill McLean (Bellboy), David Dwight (Phil), Voltaire Perkins (Jerach), Tido Fedderson (giocatore di canasta)

## The Nick Cannon Story
- Prima televisiva: 2 gennaio 1957

### Trama
- Interpreti: William Campbell (Nick Cannon / Nicholas Cannonvich), Bobby Clark (Tommy Foley), Mary Alan Hokanson (infermiera Clark), Theodore Marcuse (dottore), Kasey Rogers (Jane Foley), Harvey Stephens (giudice), Otto Waldis (Gus Cannonovich)

## The Nancy Wellington Story
- Prima televisiva: 9 gennaio 1957

### Trama
- Interpreti: Mary Benoit (donna), Peter Cookson (Alan Bruce), Paul Frees (John Beresford Tipton / Martin B. Martin (voice), Kenneth Gibson (Freddie), Anita Louise (Nancy Wellington), Lisa Montell (Paula Wellington), Alberto Morin (Marco), Robert Williams (Detective), Isabel Withers (Alice), Tido Fedderson (ospite alla festa)

## The Russell Herbert Story
- Prima televisiva: 16 gennaio 1957

### Trama
- Interpreti: Mari Aldon (Madeleine Herbert), Edward Colmans (Postmaster), Paul Dubov (Bruce Lesser), Eddie Gomez (tassista), Lewis Martin (Russell Herbert), Milton Parsons (Jonathan Noble), Stephen Roberts (sceriffo), Tido Fedderson (donna cha parla al tassista)

## The Anton Bohrman Story
- Prima televisiva: 23 gennaio 1957

### Trama
- Interpreti: Charles Korvin (Anton Bohrman), Kristine Miller (Anya Bohrman)

## The Charles Wyatt Story
- Prima televisiva: 30 gennaio 1957

### Trama
- Interpreti: James Bell (Charles Wyatt), Robert Brubaker (MacDonald), Susan Cummings (Claire Wyatt), Edith Evanson (Edith Wyatt), Douglas Henderson (Martin), George Wallace (Ted 'Wyatt'), Tido Fedderson (Maid)

## The Jim Driskill Story
- Prima televisiva: 6 febbraio 1957

### Trama
- Interpreti: Jim Davis (Jim Driskill), Jody Lawrance (Peggy), Frank Gerstle (capitano Wylie), Bill Cassady (Bill Patterson), Keith Byron (Gene), Tido Fedderson (Bar Patron)

## The Professor Amberson Adams Story
- Prima televisiva: 13 febbraio 1957

### Trama
- Interpreti: Richard Deacon (Gibson), Alan Hale Jr. (Bill 'Buffalo' Walker), Bobby Jordan (Press Agent), Gale Robbins (Cynthia Saunder), Robert Rockwell (professore Amberson Adams), Benny Rubin (cameriere)

## The Judge William Westholme Story
- Prima televisiva: 20 febbraio 1957

### Trama
- Interpreti: Harry Shannon (giudice William J. Westholme), Elisha Cook Jr. (Ed Nevins), Marilyn Buferd (Betty Westholme), Will J. White (Bill Westholme, Jr.), Doris Packer (Mrs. Westholme), Michael Winkelman (Skip Westholme), Addison Richards (capitano James L. Peterson), Ralph Moody (Benson), Robert Carson (dottor Maitland), James Parnell (tenente), Tido Fedderson (Helen)

## The Jerry Bell Story
- Prima televisiva: 27 febbraio 1957

### Trama
- Interpreti: Georgann Johnson (Myra), Charles Bronson (Jerry Bell), Louise Lorimer (Mrs. Bell), Harvey Stephens (dottore)

## The Jerry Patterson Story
- Prima televisiva: 6 marzo 1957

### Trama
- Interpreti: Harry Harvey Jr. (Bellboy), Strother Martin (Pete Hill), Marianne Stewart (Jan), Richard Webb (Jerry Patterson)

## The Jimmy Reilly Story
- Prima televisiva: 13 marzo 1957

### Trama
- Interpreti: John Lupton (Jimmy Reilly), Lita Milan (Marise), Ernesto Molinari (Porter), Janice Rule (Tina Bertoli), Tido Fedderson (moglie di Salvatore)

## The Rose Russell Story
- Prima televisiva: 27 marzo 1957

### Trama
- Interpreti: Carl Betz (Miller), Robert Cabal (Jarba), Robert Foulk (Karl), Jane Nigh (Rose Russell)

## The Dr. Alan March Story
- Prima televisiva: 3 aprile 1957

### Trama
- Interpreti: Walter Baldwin (dottor Frank Kenston), Tom Drake (dottor Alan March), Allison Hayes (Linda Kendall), Morgan Jones (Sam Blaine), Dorothy Morris (Nora Blaine)

## The Crystal Sands Story
- Prima televisiva: 10 aprile 1957

### Trama
- Interpreti: Barbara Ruick (Crystal Sands), Liam Sullivan (Bob Martin), Kim Spalding (Jim Martin), Lisa Davis (Mona Lynn), Naura Hayden (Mardee), Joan Danton (Maid), Wilson Wood (Jerry Allen), Dori Simmons (hostess)

## The Maggie Sheeler Story
- Prima televisiva: 17 aprile 1957

### Trama
- Interpreti: Harry Jackson (Charley Lucas), Rankin Mansfield (Hinkle), Marilyn Saris (Maggie Sheeler), Peter J. Votrian (Bobby Sheeler), Carleton Young (colonnello Goodwin)

## The Carol Wesley Story
- Prima televisiva: 24 aprile 1957

### Trama
- Interpreti: Lillian Bronson (Ann), Norma Crane (Carol Wesley), Michael Pate (Mark), Victoria Ward (Agnes)

## The Hub Grimes Story
- Prima televisiva: 1º maggio 1957

### Trama
- Interpreti: Katherine Barrett (Harriet Grimes), Chuck Connors (Hub Grimes), Niki Dantine (Iris Hugh), Molly McCart (Claire Grimes), Maudie Prickett (infermiera Sandy), Simon Scott (Bill Grimes)

## The Chris Daniels Story
- Prima televisiva: 8 maggio 1957

### Trama
- Interpreti: Gregg Barton (Mike), George Eldredge (Doc), Sally Fraser (Doris Willard), Murray Hamilton (Chris Daniels), Johnny Silver (Frankie), Ray Teal (Roger Willard), Tido Fedderson (spettatore corsa)

## The Josef Marton Story
- Prima televisiva: 15 maggio 1957

### Trama
- Interpreti: Helmut Dantine (Prof. Josef Marton), John Gallaudet (Franklyn), Gene Gary (lottatore), Azemat Janti (lottatore), Alfred Linder (uomo), Eugene Mazzola (ragazzino), Edwin Reimers (Radio Reporter), Violet Rensing (Eva Marton), Ann Staunton (Field Worker), Kay Stewart (Mrs. Walker), Tido Fedderson (rifugiata)

## The Ted McAllister Story
- Prima televisiva: 22 maggio 1957

### Trama
- Interpreti: Barry Atwater (Ted McAllister), John Carlyle (Lennie), Barbara Eden (Billie Walker), Marian Seldes (Dorothy McAllister), Ray Stricklyn (Pat Lawrie)

## The Dan Larsen Story
- Prima televisiva: 29 maggio 1957

### Trama
- Interpreti: Don Beddoe (Dan Larsen), Jerome Courtland (John Cole), Douglas Dick (Larry Kent), Walter Woolf King (Walton), Edwin Reimers (Newt Newson (voice), Helen Spring (Mrs. Larsen), Christine White (Julie Larsen)

## The Diane Loring Story
- Prima televisiva: 5 giugno 1957

### Trama
- Interpreti: Anthony George (Foster), Donna Martell (Sue Peters), Tracey Roberts (Diane), Billy Snyder (Benson)

## The Bob Fielding Story
- Prima televisiva: 12 giugno 1957

### Trama
- Interpreti: Jerry Paris (Bob Fielding), Kathleen Case (Sharon Bradley), James McCallion (Eddie Norman), Isabel Randolph (Mrs. Fielding), Stafford Repp (Lou Carotti), Jack Kruschen (Mike Sharkey), Henry Corden (Al Newman), Leonard Carey (Butler)